# 朱维究
朱维究（1944年—），女，河北滦平人，中国行政法学家，现任中国政法大学教授。曾任国务院参事，中国行政管理学会顾问。